# Filmen om Radiserne: Med Nuser og Søren Brun
Filmen om Radiserne: Med Nuser og Søren Brun (originaltitel The Peanuts Movie) er en amerikansk 3D-animeret eventyr  og komediefilm produceret af Blue Sky Studios og distribueret af 20th Century Fox.